# اریک سکلر
اریک سکلر (انگلیسی: Erich Seckler؛ زادهٔ ۲۶ سپتامبر ۱۹۶۳) بازیکن فوتبال اهل آلمان است.
از باشگاه‌هایی که در آن بازی کرده‌است می‌توان به باشگاه فوتبال هرتابرلین و باشگاه فوتبال بایر ۰۴ لورکوزن اشاره کرد.